# 安野ともこ
安野 ともこ（やすの ともこ、1959年1月25日 - ）は、日本の衣装デザイナー、ジュエリーデザイナー。埼玉県坂戸市生まれ。身長157cm（1985年当時）、血液型B型。

## 来歴
実家は自営のストアー。ファッションブランド『2CV HIDEKO KOGURE』（ドゥーシヴォー ヒデココグレ）に勤務した後、雑誌『an・an』等でモデルとして活動しながら、秋山道男プロデュースにより日曜歌手としてデビュー。安野とも子名義でレコード『ラ・ミューズィック・エキゾティク』を1984年11月21日に発売。
その後はフリーのコラムニスト、ライター、プランナーとしての仕事をするかたわら、毎日新聞社の季刊誌『活人』や資生堂『Cawaii Click!』（カワイイクリック）誌で衣装製作に携わった。
写真集の仕事で小泉今日子との出会いをきっかけに衣装のスタイリングを開始。
1994年、スタイリスト事務所『CORAZON』（コラソン）を設立。
数々の映画や舞台、ドラマ、TVCMなどを中心に、スタイリングを手がける。
2007年秋、ジュエリーブランド『CASUCA』（カスカ）を立ち上げる。
2016年夏、株式会社タカギとのコラボによる下着ブランド、『AROMATIQUE | CASUCA』（アロマティックカスカ）を発表。
近年ではジュエリーデザインやスタイリストの仕事に加え、フィギュアスケート浅田真央のコスチュームや、
舞台衣装デザイン・製作など、衣装デザイナーとして活動。
息子は俳優の伊島空、娘は俳優の伊島青。

## 関わった主な作品

### コスチューム
- 『2014 ソチオリンピックフィギュアスケート』浅田真央[3]
  - ショートプログラム『ノクターン』
  - フリースケーティング『ラフマニノフ ピアノ協奏曲』
- 『2015 THE ICE 真夏の氷上祭典 ベネディクトゥス』浅田真央・カロリーナ・コストナー・ジョアニー・ロシェット
- 『2015ー2016 シーズンFS　蝶々夫人』浅田真央
- 『2016 HNK杯フィギュア スペシャルエキシビジョン ジュピター』浅田真央
- 『2018 浅田真央サンクスツアー』

### 映画
- 東京タワー（2005年、源孝志監督）
- 美しい夜、残酷な朝 〜box〜（2005年、三池崇史監督）
- フラガール（2006年、李相日監督）
- 龍が如く（2007年、三池崇史監督）
- 犬と私の10の約束（2008年、本木克英監督）
- 群青 愛が沈んだ海の色（2009年、中川陽介監督）
- 女の子ものがたり（2009年、森岡利行監督）
- 人生、いろどり（2012年、御法川修監督）
- ピース オブ ケイク（2015年、田口トモロヲ監督）
- 犬に名前をつける日（2015年、山田あかね監督）
- 嫌な女（2016年、黒木瞳監督）
- 108〜海馬五郎の復讐と冒険〜（2019年、松尾スズキ監督）
- ゾッキ（2021年3月、竹中直人、山田孝之、齊藤工監督）
- あなたの番です 劇場版（2021年12月、佐久間紀佳監督）
- あの庭の扉をあけたとき（2022年10月、蜂須賀健太郎監督）
- 父と僕の終わらない歌（2025年5月、小泉徳宏監督）

### 舞台
- 唐辛子なあいつはダンプカー（2004年、竹中直人演出）
- 蛇よ！（2005年、松尾スズキ演出）
- 哀しい予感（2007年、塚本晋也演出）
- かもめ（2013年、冷泉公裕演出）
- RED (戯曲)|RED（2015年、小川絵梨子演出）
- キャバレー（2017年、松尾スズキ演出）
- 令嬢ジュリー（2017年、小川絵梨子演出）
- 死の舞踏（2017年、小川絵梨子演出）
- ハングマン（2018年、長塚圭史演出）
- ホイッスル・ダウン・ザ・ウィンド 〜汚れなき瞳〜（2020年、白井晃演出）
- フリムンシスターズ（2020年、松尾スズキ演出）
- COCOON PRODUCTION 2021 シブヤデアイマショウ（2021年、松尾スズキ演出）
- ジャック・ザ・リッパー（2021年、白井晃演出）
- COCOON PRODUCTION 2022 パ・ラパパンパン（2021年、松尾スズキ演出）
- 住所まちがい（2022年、白井晃演出）
- COCOON PRODUCTION 2022 ツダマンの世界（2022年、松尾スズキ演出）
- COCOON PRODUCTION 2023 シブヤデマタアイマショウ（2023年、松尾スズキ演出）
- 全国へゆこうか！朗読ジャーニー詠む読む 第5章（2024年、株式会社明後日制作)
- カラカラ天気と五人の紳士（2024年、加藤拓也演出)
- ナイロン100℃ 49th SESSION 江戸時代の思い出（2024年、ケラリーノ・サンドロヴィッチ演出）
- 桜の園（2024年、ケラリーノ・サンドロヴィッチ演出）
- 幾光年-Light Years-（2025年、丹宗立峰演出）
- Bunkamura Production 2025 アリババ／愛の乞食（2025年、金守珍演出）

### ドラマ
- 東京抜け道ガール（2002年、高橋直治、多胡由章演出）
- すいか（2003年、佐藤東弥、吉野洋、佐久間紀佳演出）
- WATER BOYS（2003年、佐藤祐市、村上正典、髙橋伸之演出）
- ライオン先生（2003年、小田切正明、白川士演出）
- ワンダフルライフ（2004年、植田泰史、河野圭太、北川学、木下高男演出）
- 光とともに…〜自閉症児を抱えて〜（2004年、佐藤東弥、佐久間紀佳演出）
- Mの悲劇（2005年、土井裕泰、石井康晴、山室大輔、川嶋龍太郎演出）
- ドラゴン桜（2005年、塚本連平、唐木希浩、小松隆志演出）
- 対岸の彼女（2006年、平山秀幸演出）
- さいごの約束（2006年、若松節朗演出）
- PS羅生門（2006年、阿部雄一、藤岡浩二郎、五木田亮一、高畑隆史演出）
- セクシーボイスアンドロボ（2007年、佐藤東弥、池田健司、石尾純、狩山俊輔演出）
- いのちの島（2009年、今井和久演出）
- 曲げられない女（2010年、南雲聖一、吉野洋、木内健人演出）
- ドン★キホーテ（2011年、中島悟、大谷太郎、松永洋一、松原浩演出）
- 最後から二番目の恋(番組宣伝スポットCM)（2011年、宮本理江子 / 谷村政樹、並木道子演出）
- パンとスープとネコ日和（2013年、松本佳奈演出）
- 山のトムさん（2015年、上田音演出）
- 監獄のお姫さま（2017年、金子文紀、福田亮介、坪井敏雄、渡瀬暁彦演出）
- コートダジュール No.10（2017年、松本佳奈演出）
- DOCTORS 最強の名医 Special 2018（2018年、本橋圭太演出）
- BG〜身辺警護人〜（2018年、常廣丈太、七高剛演出）
- あなたの番です（2019年、佐久間紀佳、小室直子、中茎強、内田秀実演出）
- Doctor-X外科医・大門未知子最終回拡大スペシャル（2019年、田村直己演出）
- あしたの家族（2020年、土井裕泰演出）
- おもひでぽろぽろ（2021年、渡辺一貴演出）
- DOCTORS 最強の名医 Special 2021（2021年、本橋圭太演出）
- 流れ星（2021年、河野圭太演出）
- らせんの迷宮〜DNA科学捜査〜（2021年、岩本仁志演出）
- 今度生まれたら（2022年、松岡錠司演出）
- 一橋桐子の犯罪日記（2022年、笠浦友愛、黛りんたろう、加地源一郎演出）
- DOCTORS 最強の名医 ファイナル（2023年、本橋圭太演出）

### アート 作品
- 最期に見た風景
- オトナ Negative Pop「noriko 1977」上林典子

### 音楽作品
- 『ラ・ミューズィック・エキゾティク』 - 1984年、ポニー・キャニオン、安野とも子名義
- 『MYSTÉRIEUX』 - 1985年、ポニー・キャニオン

### ユニフォームデザイン
- 丸八真綿
- 資生堂
- シュウウエムラ美容部員